# 헬베티아 공화국
헬베티아 공화국은 스위스의 역사에서 1798년부터 1803년까지 존속하였던 국가이다. 나폴레옹이 현재 스위스지방에 세운 중앙집권 형태의 공화국이다.
당시 스위스 지역은 나폴레옹의 판단으로 볼 때 이탈리아를 정복하는 데 전략적인 위치를 차지하고 있었다. 또한 프랑스 파리에 조직된 헬베티아 클럽과 이 클럽과 협력관계를 맺고 있던 바젤의 대부호인 페터 옥스는 보수적인 스위스에 대해 불만을 느낀 상태였다. 결국 이러한 상황 가운데 1798년 3월 프랑스 혁명군은 스위스에 침입하였다. 그들의 침입은 성공하였다. 결국 4월 12일 스위스 지역 내 10개주 대표자 회의가 소집되었다. 이 회의에서 옥스가 만든 새로운 헌법이 승인되었고, 이를 바탕으로 새로운 공화국이 출현하였다.

## 역사

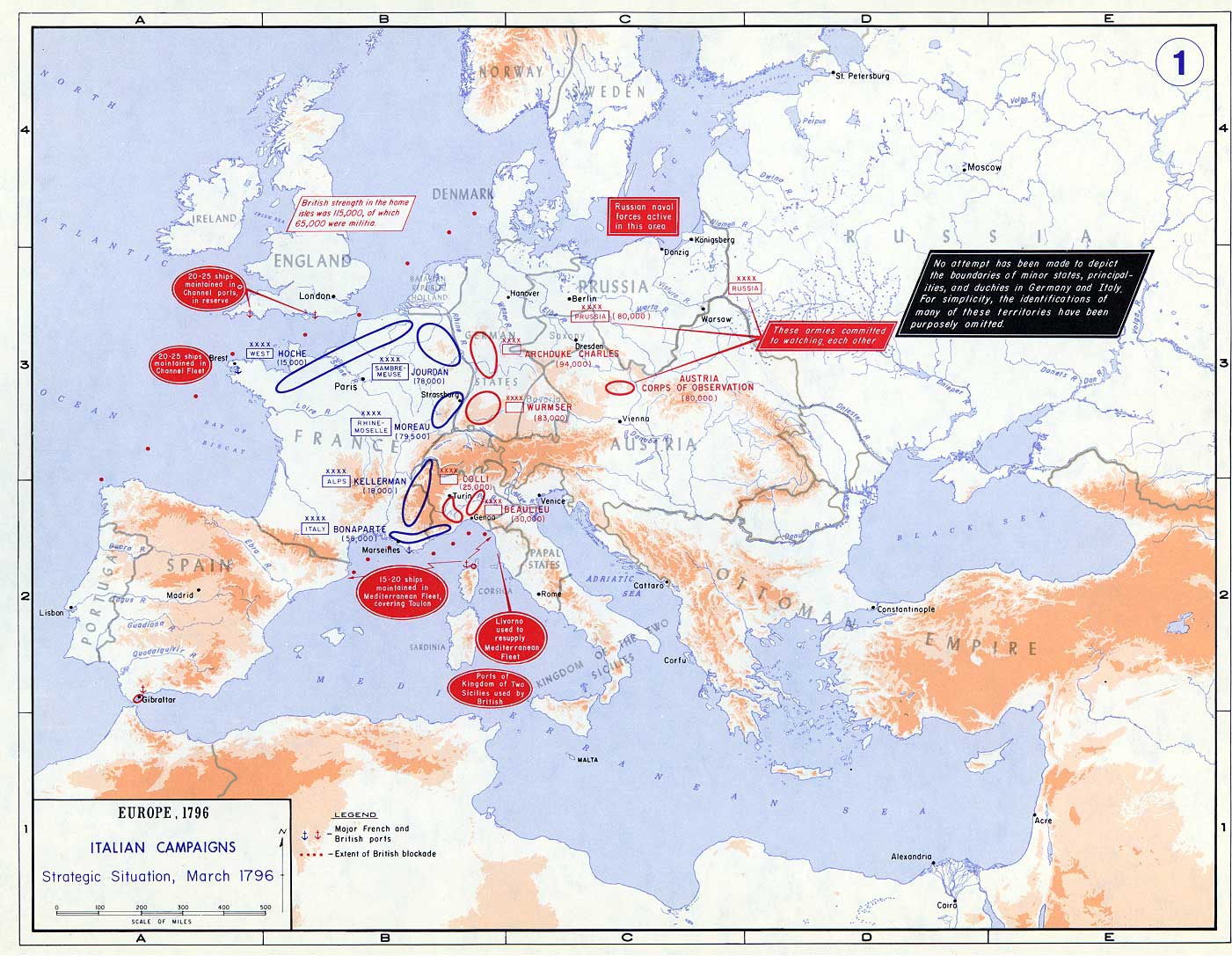
1796년 유럽의 전략적 위치

1790년대 프랑스 혁명 전쟁 동안 프랑스 공화국 군대는 동쪽으로 확장했다. 1793년 국민회의는 외교 정책에 관한 권한을 공공 안전 위원회에 위임하는 유일한 제한으로 미국과 스위스 연방과의 우호를 부과했지만, 1795년에 더 보수적인 프랑스 총재정부가 집권하고 나폴레옹이 1796년 이탈리아 북부를 정복하면서 상황이 바뀌었다. 프랑스 공화국 군대는 스위스 국민을 ‘해방’한다는 대의명분을 내세우고 스위스를 포위했다. 스위스 국민은 특히 보주와 같은 병합된 영토에 대해 자체 정부 체제가 봉건으로 간주되었다.
프레데릭-세자르 드 라 아르프(Frédéric-César de La Harpe)를 포함한 일부 스위스 국민은 이러한 이유로 프랑스의 개입을 요구했다. 침공은 스위스 국민이 정치가의 무기를 들어달라는 요구에 응답하지 않았기 때문에 대체로 평화롭게 진행되었다.
1798년 3월 5일 프랑스군이 스위스를 완전히 점령했고, 구스위스 연방이 무너졌다. 1798년 4월 12일, 121개 주의 의원들이 헬베티아 공화국을 ‘하나의 불가분’(One and Indivisible)이라고 선언했다. 1798년 4월 14일 취리히주에서 주의회가 소집되었지만, 이전 의회의 정치인 대부분이 재선되었다. 새 정권은 주권과 봉건적 권리를 폐지했다. 점령군은 프랑스 혁명의 사상을 바탕으로 중앙집권적 국가를 수립했다.
많은 스위스 시민들은 특히 중앙 지역에서 이러한 ‘진보적인’ 사상에 저항했다. 새 정권의 더 논쟁적인 측면 중 일부는 예배의 자유를 제한했으며, 이는 더 독실한 시민들을 분노하게 했다.

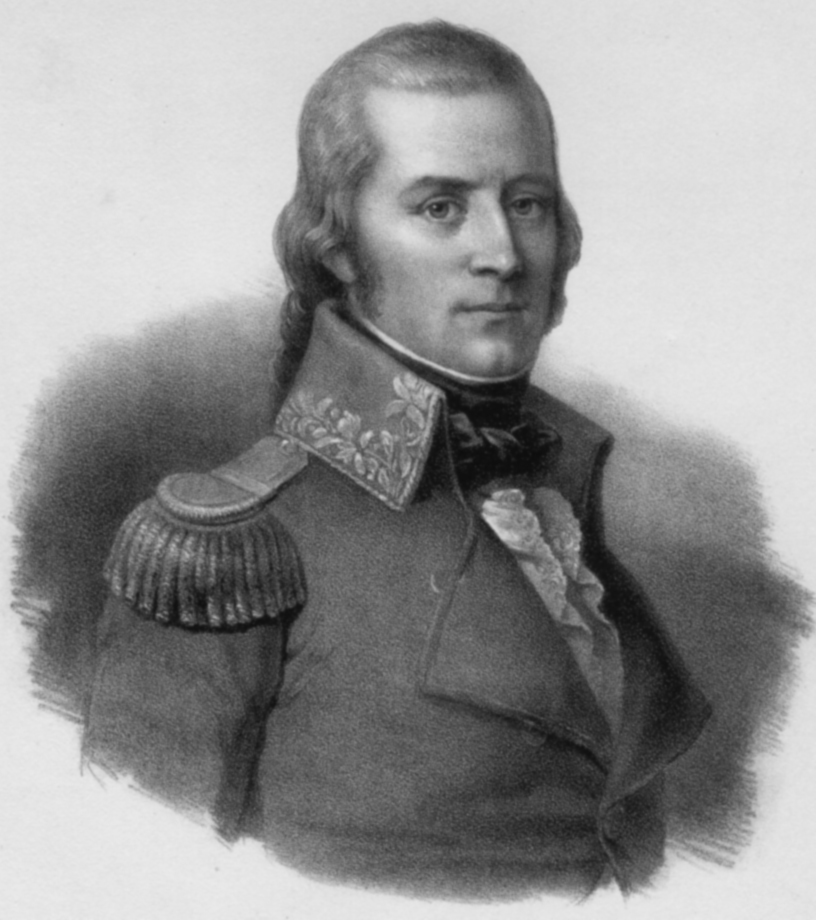
프랑스군에 맞서 스위스 중앙군을 이끈 알로이스 폰 레딩

이에 대한 대응으로 우리, 슈비츠주 및 니트발덴주는 알로이스 폰 레딩이 이끄는 약 10,000명의 군대를 일으켜 프랑스군과 싸웠다. 이 군대는 나프에서 라퍼스빌까지 방어선을 따라 배치되었다. 레딩은 프랑스군이 지배하는 루체른을 포위하고 브뤼닉 고개를 가로질러 베른고원으로 진군하여 베른 군대를 지원했다. 동시에, 샤우엔부르크의 프랑스 장군 발타사르 알렉시스 앙리 앙투안은 점령된 취리히에서 행군하여 추크, 루체른 및 자텔 고개를 공격했다. 레딩의 군대가 로텐투름과 모르가르텐에서 승리를 거두었지만, 자텔 근처에서 샤우엔부르크의 승리로 슈비츠 마을을 위협할 수 있었다. 1798년 5월 4일 슈비츠 시의회는 항복했다.
5월 13일, 레딩과 샤우엔부르크는 휴전에 합의했으며, 그 조건에는 반군 주를 하나로 통합하여 중앙 정부에서 그들의 효율성을 제한하는 것이 포함되었다. 그러나 프랑스인은 종교적인 문제에 대한 약속을 지키지 않았고, 그 해가 가기 전에 니트발덴에서 또 다른 반란이 일어나 당국이 진압했고, 마을과 마을은 프랑스 군대에 의해 불탔다.
스위스의 미래에 대한 일반적인 합의는 없었다. 지도층은 통일된 공화국을 원했던 유니테어(Unitaires)와 옛 귀족을 대표하고 주권 반환을 요구한 연방주의자로 나뉘었다. 쿠데타 시도가 잦아졌고, 새로운 정권은 살아남기 위해 프랑스에 의존해야 했다. 더군다나 점령군은 병사들의 숙박과 식비를 지역 주민들이 부담해야 한다고 주장하여 경제를 고갈시켰다. 8월 19일 프랑스와 맺은 동맹 조약으로 바젤 대주교의 프랑스 병합을 재확인하고, 라인강과 심플론 고개에 대한 프랑스의 권리를 부과했다. 독일과 이탈리아에 대한 명백한 전략적 이유 때문에, 또한 연방이 확립한 중립의 전통을 깨뜨렸다. 이 모든 것이 새로운 노동 국가를 수립하는 것을 어렵게 만들었다.
1799년 스위스는 프랑스군, 오스트리아군, 러시아 제국군 사이의 가상 전투 지역이 되었으며, 현지인들은 주로 후자 2군을 지원했지만, 헬베티아 공화국의 이름으로 프랑스군과 싸우라는 요청을 거부했다.
공화국의 불안정은 부를라-파페(Bourla-papey) 봉기와 1802년 몽둥이 전쟁(Stecklikrieg)과 같은 내전을 포함하여 1802년에서 1803년 사이에 절정에 이르렀다. 그때까지 6백만 프랑의 재무로 시작한 부채는 1,200만 프랑이었다. 이것은 지역의 저항과 함께 헬베티아 공화국을 붕괴시켰고, 그 정부는 로잔으로 피신했다.
당시 프랑스 수석 총영사였던 나폴레옹 보나파르트가 해결을 협상하기 위해 양측 대표를 파리로 소집했다. 비록 연방당 대표들이 헬베티아 협의(Helvetic Consulta)로 알려진 화해 회의에서 소수를 형성했지만, 보나파르트는 스위스를 ‘본질적’으로 연방으로 규정했고, 국가를 다른 헌법적 틀에 강요하는 것은 현명하지 않다고 생각했다.
1803년 2월 19일, 중재법에 의해 칸톤이 복원되었다. 중앙집권화된 국가가 폐지되면서 스위스는 다시 한번 연방이 되었다.

## 헌법
헬베티아 공화국이 등장하기 전에 각 주는 자체 영토 또는 영토에 대해 완전한 주권을 행사했다. 국가 전체에 관한 문제는 주로 주의회(의회)의 주요 대표자 회의에 국한되어 중앙의 권위가 거의 없었다.
헬베티아 공화국의 헌법은 주로 바젤의 치안판사 페터 옥스의 설계에서 비롯되었다. 대평의회(주당 8명)와 상원(주당 4명)을 포함하는 중앙 2개의 상원 입법부를 설립했다. 총재정부(Directory)로 알려진 행정부는 5명의 구성원으로 구성되었다. 헌법은 또한 자신의 출생주의 정당한 시민권이 아닌 실제 스위스 시민권을 확립했다. 구스위스 연방 치하에서, 시민권은 각 도시와 마을에서 거주자에게만 부여되었다. 이 시민들은 지역 사회 재산에 대한 접근을 즐겼으며, 경우에 따라 추가적인 법적 보호를 받았다. 또한 도시와 농촌은 권리와 법률이 달랐다. 구시가지의 시민과 세입자와 하인에게 동등하게 적용되는 획일적인 스위스 시민권의 생성은 갈등으로 이어졌다. 더 부유한 마을 사람들과 도시 시민들은 일반적으로 가난한 ‘새 시민’과 공유하고 싶지 않은 다른 시의 재산, 숲, 공유지에 대한 권리를 가졌다. 헬베티아 공화국의 시법에 명시된 타협안은 오늘날에도 여전히 유효하다. 정치적으로 분리되어 있지만, 종종 지리적으로 유사한 두 조직이 만들어졌다. 첫 번째, 이른바 시정촌은 보궐선거로 형성된 정치 공동체였으며, 그 투표 기관은 모든 거주 시민으로 구성되어 있다. 그러나 공동체의 토지와 재산은 뷔르커게마인데(Bürgergemeinde)로 함께 모인 이전 지역 시민과 함께 남아있었다.
1798년 알로이스 폰 레딩이 주도한 봉기 이후 일부 주는 병합되어 입법부에서 반중도주의적 효율성이 감소했다. 우리주, 슈비츠주, 추크주, 및 운터발덴은 함께 발트슈테텐주가 되었다. 글라루스와 자르간스는 린트주가 되었고, 아펜첼과 장크트갈렌은 젠티스주가 되었다.
불안정한 상황으로 인해 헬베티아 공화국은 4년 동안 6개 이상의 헌법을 갖게 되었다.

## 유산
헬베티아 공화국은 (지역 차원에서 문제를 다루는 개별 칸톤과는 달리) 국가 전체에 대한 문제를 처리하는 중앙 당국의 바람직함을 강조했다. 나폴레옹 시대 이후에, 칸톤(다양한 통화와 무게와 측정 시스템) 사이의 차이와 그들 사이의 더 나은 조정 필요성에 대한 인식이 정점에 이르렀고, 1848년 스위스 연방 헌법에서 절정에 달했다. 공화국의 5인 명단은 7인으로 구성된 스위스 연방 평의회로 현재 스위스 행정부와 유사하다.
헬베티아 공화국은 스위스 내에서 여전히 논쟁의 여지가 있다. 카를 힐티는 이 시기를 스위스 영토에서의 첫 번째 민주주의 경험으로 묘사했지만, 보수주의 내에서는 국가적 약점과 독립 상실의 시기로 간주한다. 1898년 독립 백주년을 기념한 보, 투르가우, 티치노와 같은 주들에게 공화국은 정치적 자유와 다른 주의 통치로부터 해방되는 시기였다. 그러나 그 기간은 또한 외국의 지배와 불안정으로 특징지어졌으며, 베른, 슈비츠 및 니트발덴주에게는 군사적 패배를 의미했다.
1995년 연방 의회는 헬베티아 공화국 200주년을 축하하지 않고, 주정부가 개별적으로 원한다면 축하행사를 할 수 있도록 허용하기로 결정했다. 연방 의원들은 1998년 1월 아르가우에서 열린 공식 행사에 참여했다. 헬베티아 시대는 현대 연방국가를 향한 중요한 단계를 나타낸다. 처음으로 인구는 특정 주의 주민이 아닌 스위스인으로 정의되었다.